# Ralph Towner
Ralph Towner (Chehalis, 1º marzo 1940) è un chitarrista, compositore e polistrumentista statunitense.
Oltre alla chitarra Towner suona anche il pianoforte, il sintetizzatore, le percussioni e la tromba. È un punto di riferimento molto significativo nell'ambito del chitarrismo moderno perché ha sempre coniugato diverse sonorità della chitarra (dalla 12 corde alla chitarra classica) in ambiti musicali estremamente variegati, usando un linguaggio molto complesso ma ricco di elementi sofisticati e sorprendenti. Ne è un tangibile esempio il progetto "Oregon" che risulta comunque essere uno dei tantissimi altri che questo artista ha realizzato, e continua a realizzare, in 50 anni di attività. "L'innovazione musicale non è un'impresa facile. Non richiede solo un talento innato, ma anche una devozione all'arte che non sia accecata dal bagliore commerciale della cultura popolare. Ralph Towner è un tale innovatore nel panorama musicale moderno, le sue idee sono sempre fresche, sebbene coprano una carriera di oltre quarant'anni" Cit: www.ralphtowner.com.

## Biografia
Figlio di una insegnante di pianoforte e di un trombettista iniziò lo studio del pianoforte classico all'età di tre anni e della tromba a cinque. Passò alla chitarra solamente in età adulta, quando frequentava i corsi di composizione di Homer Keller presso l'Università dell'Oregon (dove incontrò il bassista Glen Moore che sarebbe in seguito diventato suo compagno negli Oregon). Fu in quel periodo che acquistò la sua prima chitarra classica che, in seguito, sarebbe diventato il suo principale strumento. All'inizio degli anni sessanta, si trasferì a Vienna per studiare chitarra classica con Karl Scheit. Nel 1968 tornò negli Stati Uniti e si immerse nella scena musicale newyorchese, unendosi al (Paul Winter Consort) diretto dal pioniere della world music Paul Winter. Più tardi insieme ad alcuni musicisti del Paul Winter Consort, Paul McCandless, il suo vecchio compagno di studi Glen Moore, e Collin Walcott, Towner lasciò il gruppo per fondare, nel 1970 il gruppo degli Oregon, che nel corso degli anni settanta registrò alcuni album che mescolavano la musica folk con influenze etniche e con la libera improvvisazione jazzistica e che ottennero una vasta risonanza. Nello stesso periodo Towner cominciò la sua lunga collaborazione con la casa discografica ECM, con la quale pubblicò praticamente tutta la sua produzione musicale successiva al periodo Oregon. 
Ha al suo attivo molte collaborazioni fra cui quella con i Weather Report nell'album del 1972 I Sing the Body Electric.
Towner attualmente vive in Italia, a Roma.

## Principali collaborazioni
- Oregon
- Pino Daniele
- Marc Johnson
- Jan Garbarek
- Eberhard Weber
- John Abercrombie
- Glen Moore
- Gary Burton
- Gary Peacock
- Paolo Fresu (tromba, flicorno)
- Maria Pia de Vito (voce)
- Keith Jarrett
- Horacee Arnold
- Eddie Gomez
- Jack DeJohnette
- Elvin Jones
- Bill Bruford

## Elenco delle registrazioni come leader
- Trios/Solos (1972) — co-leader con Glen Moore
- Diary (1974)
- Matchbook (1975) - co-leader con Gary Burton
- Solstice (1975)
- Sargasso Sea (1976) — co-leader con John Abercrombie
- Solstice - Sound and Shadows (1977)
- Batik (1978)
- Old friends, new friends (1979)
- Solo Concert (1979)
- Five years later (1982) - co-leader con John Abercrombie
- Blue Sun (1983)
- Slide show (1986) - co-leader con Gary Burton
- City of eyes (1989)
- Open letter (1992) - con Peter Erskine
- Oracle (1994) - con Gary Peacock
- Lost and found (1996)
- Ana (1997)
- A closer view - con Gary Peacock
- Anthem (2001)
- Time Line (2006)
- From a Dream (2008) - con Slava Grigoryan e Wolfgang Muthspiel
- Chiaroscuro (2009) - con Paolo Fresu
- My Foolish Hearth (2017)
- At First Ligh (2023)

La lista delle più importanti registrazioni con gli Oregon si trovano nella voce relativa al gruppo.

## Colonne sonore
- Un'altra vita (1992) un film di Carlo Mazzacurati